# Јелена Панчић Костић
Јелена Панчић Костић (Пирот, 15. новембар 1866 – Пирот, 12. новембар 1937) била је прва школована бабица у Пироту. У популарној култури и новинским чланцима наводи се као највећа и непрежаљена љубав српског књижевника Стевана Сремца, из времена када је као гимназијски професор боравио у Пироту.

## Биографија
Рођена је у Пироту 1866. године од оца Пантелије, православног свештеника, и мајке Руске. Била је удата за Јосифа Костића, економа пиротске болнице, који се касније одао алкохолизму. Њихов несрећан брак додатно је био отежан трагичним околностима, будући да су им деца рано помрла.
1899. године постала је једна од првих шест полазница новоосноване Школе за бабице у Београду, а по завршетку курса радила је као прва образована бабица у Пироту све до своје смрти 1937. године. Јелена је још за живота кућу у којој је становала завештала Фонду сиромашних ученика пиротских основних школа.
Одлуком Градске управе Пирот из 2019. године, једна мања приградска улица у Пироту названа је по Јелени Костић.

### Несуђеница Стевана Сремца
У савременој литератури и медијским чланцима Јелена Панчић редовно се наводи као највећа љубав српског књижевника Стевана Сремца, из времена његовог професоровања у Пироту од 1881. до 1883. године. Сведочанства о пишчевој љубави према Јелени Панчић ипак треба узети с одређеном резервом јер су заснована само на исказима седамдесетогодишње Јелене датим учитељу Ћири Ранчићу, супругу њене сестре. Према потоњим казивањима Ћире Ранчића, шеснаестогодишња Јелена је као изузетно лепа девојка и из угледне породице имала више просаца, а наводно је један од њих био и тадашњи професор пиротске Гимназије Стеван Сремац. Ипак, како је Сремац био ватрени либерал, а Јеленин отац Пантелија присталица Напредне странке, напослетку је према Ранчићевим наводима управо та припадност супротстављеним политичким опцијама стала на пут овој љубави. Наиме, један анониман Сремчев чланак, у коме је критикујући рад локалних власти нагласио да у Пироту жаре и пале три Панте, међу којима се један разликује само по томе што се званично потписује „Пантелија“, пресудио је да Пантелија своју ћерку да другом просцу. У популарној култури и медијским текстовима управо се ова Сремчева неостварена љубав узима као разлог што је до краја живота остао нежења.